# Фармакосидерит

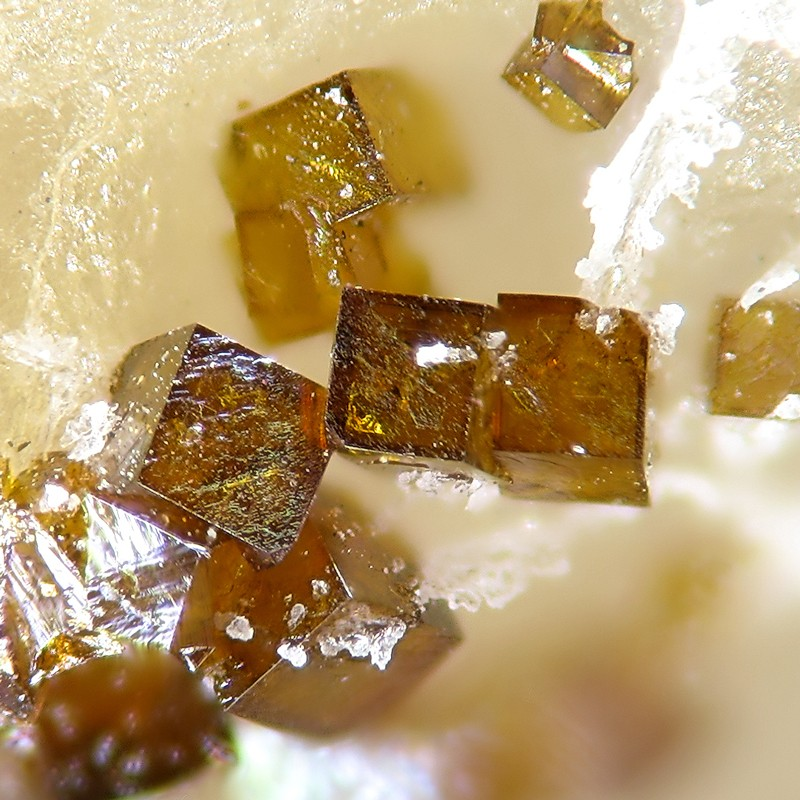
Фармакосидерит

Фармакосидерит (англ. pharmacosiderite; нім. Pharmacosiderit  m) — мінерал, водний арсенат калію та заліза каркасної будови.
Від грецьк. «фармакон» — отрута, лікарський засіб і «сидерос» — залізо. (J.F.L.Hausmann, 1813).
Синоніми: руда кубічна.

## Опис
Хімічна формула: KFe4(AsO4)3(OH)4(6-7)H2O. As може заміщуватися на Р.
Містить (%): Fe2O3 — 40,84; As2O5 — 39,19; K2O — 1,5-4,5; H2O — 19,97.
Сингонія кубічна. Гекстетраедричний вид. Утворює кубічні або тетраедричні кристали, зростання кристалів, друзи. Спайність недовершена і добра. Густина 2,8-2,9. Тв. 2,5-3,0. Колір оливково-зелений, жовтий, коричневий, червоний або смарагдово-зелений. Блиск діамантовий, іноді масний. Риса блідо-зелена. Прозорий і напівпрозорий. Зустрічається як продукт окиснення (вивітрювання) арсенопіриту та ін. мінералів арсену, різноманітних арсенатів, а також у гідротермальних родовищах. Супутні мінерали: скородит, лімоніт, арсенопірит, симплезит.

## Розповсюдження
Відомі знахідки в ряді районів Німеччини, Франції, Чехії, Великої Британії, Алжиру, Австралії та США. Рідкісний.

## Різновиди
Розрізняють:
- фармакосидерит баріїстий або барієвий (різновид факмакосидериту з родов. Клара в Шварцвальді (ФРН), який містить Ва — BaFe4(AsO4)3(OH)55H2O; кристали в бариті та лімоніті). (K.Walenta, 1966).